# Higrobiídeos
Hygrobiidae (vernáculo: Higrobiídeos) compreende uma família monotípica de coleópteros, pertencente à subordem Adephaga. Caracterizam pelo tamanho de 10 mm de comprimento, são predadores, onde habitam áreas lodosas de lagos à procura de alimento. A família está distibuída na Europa, norte da África, Austrália e China.

## Gênero
- Hygrobia